# Sarah Engels
Sarah Engels, nota per qualche tempo anche come Sarah Lombardi (Colonia, 15 ottobre 1992), è una cantante e personaggio televisivo tedesca, arrivata seconda all'ottava edizione del programma televisivo Deutschland sucht den Superstar.

## Discografia

### Album in studio
- 2011 – Heartbeat
- 2013 – Dream Team
- 2016 – Teil von mir
- 2018 – Zurück zu mir

### Singoli
- 2020 - Te amo mi amor

## Vita privata
È stata sposata con il collega Pietro Lombardi, dal quale ha avuto un figlio nel 2015 e con cui ha collaborato alla realizzazione degli album Dream team e Teil von mir. La coppia ha divorziato nel 2019.